# Olivia Rosenthal
Olivia Rosenthal (Parigi, 1965) è una scrittrice, saggista e drammaturga francese.

## Biografia
Ha pubblicato diversi romanzi e un'opera teatrale; attualmente ne sta scrivendo una seconda. La sua prima opera teatrale, Les félins m'aiment bien (2004), è stata messa in scena a Saint-Denis, con la regia di Alain Ollivier.
Olivia Rosenthal rivendica di scrivere per il teatro: «Ecrire pour le théâtre me permet de modifier mon écriture, de m'extraire de mon cadre habituel et de sortir de ma solitude d'écrivain» ("scrivere per il teatro mi permette di modificare la mia scrittura, di tirarmi fuori a fatica dalla mia cornice abituale e di uscire dalla mia solitudine di scrittrice") (Le Monde del 30 dicembre 2004). 

L'intrusione di una romanziera nella sfera teatrale ha provocato dei dibattiti burrascosi sulla stampa. Alcuni sono stati totalmente ostili al fatto che una romanziera contemporanea potesse scrivere per il teatro (Le Monde, Le Figaro, France-Inter); altri hanno sostenuto questa felice incursione di Olivia Rosenthal sul palcoscenico (La Quinzaine littéraire, L'Humanité, Libération, Télérama).
Olivia Rosenthal è una professoressa universitaria, specializzata nella letteratura del XVI secolo.

## Temi
In Le Monde del 30 dicembre 2004 Olivia Rosenthal si definisce come «non croyante, non pratiquante, mais...» ("non credente, non praticante, ma..."), e aggiunge: «Je ne me reconnais pas dans les discours communautaires, mais je ne peux pas dire que je n'appartiens pas à cette communauté» ("non mi riconosco nei discorsi comunitari, ma non posso dire di non appartenere a questa comunità"). 

I suoi scritti (Les félins m'aiment bien e Les aventures de J.H. Le Sémite) girano molto intorno a queste questioni del rapporto con la comunità.

## Opere

### Romanzi
- Dans le temps, 1999
- Mes petites communautés, 1999
- L'homme de mes rêves, 2002
- Les sept voies de la désobéissance, 2004
- Les fantaisies de J.H. le Sémite, 2005

### Teatro
- Les félins m'aiment bien, 2004, messo in scena nel gennaio 2005 con la regia di Alain Ollivier

### Saggi
- Donner à voir, Etudes et essais sur la Renaissance, 1998
- A haute voix (saggio sul Rinascimento), 1998